# Dicranomyia (Caenolimonia) orthogonia
Dicranomyia (Caenolimonia) orthogonia is een tweevleugelige uit de familie steltmuggen (Limoniidae). De soort komt voor in het Neotropisch gebied.